# Dusona burmensis
Dusona burmensis là một loài tò vò trong họ Ichneumonidae.